# R-Studio
R-Studio — группа полнофункциональных утилит для восстановления данных, включающая в себя как версии для Windows, так и приложения, работающие в среде macOS и Linux. Данные могут восстанавливаться с жёстких дисков (HDD), твёрдотельных устройств (SSD), флеш-памяти и аналогичных внешних и внутренних накопителей данных. Предназначена для специалистов по восстановлению данных, но также может использоваться IT-профессионалами и простыми пользователями для самостоятельного восстановления утерянных файлов. Перед восстановлением выбранные файлы можно просмотреть во встроенном проводнике. Считается одной из наиболее эффективных программ в своём классе и отличается высоким качеством восстановления.
Для непрофессиональных пользователей на ядре R-Studio разработан и предлагается программный продукт R-Undelete, работающий только в среде Windows с упрощённым интерфейсом и отключёнными функциями по восстановлению с дисковых массивов, поддержкой восстановления по сети и модифицирования файлов редактором Hexedit.
Для домашних пользователей также предлагается бесплатная утилита R-Undelete Home, восстанавливающая файлы с файловой системы FAT/exFAT, наиболее используемой в USB-флеш памяти и SD-картах цифровых и видео камер.

## Принципы работы
Использует два метода восстановления данных:
- Анализ данных на диске с целью нахождения информации о текущей и бывших файловых систем на диске и восстановления файлов на её основе. В случае успеха удаётся восстанавливать не только сами файлы, но и всю структуру папок на диске, а также их временные метки.
- Поиск файлов по файловым сигнатурам, то есть по последовательности байтов, характерных для определённого типа файлов, например, для jpg или doc файлов. Используется в случаях, когда информация о файловых системах повреждена настолько, что использование первого метода невозможно. При этом восстанавливается только содержание файлов, а информация о их именах, структуре папок и временных метках теряется.

## Состав программы
Помимо самой программы восстановления данных, R-Studio включает в себя:
- Полнофункциональный редактор данных на диске.
- Модуль восстановления RAID. Поддерживаются как стандартные, так и пользовательские уровни. Есть автоматическое определение параметров RAID’ов.
- Модуль копирования дисков и создания их образов.
- Модуль мониторинга параметров S.M.A.R.T. для дисков.
- Модуль восстановления данных по локальной сети и Интернету.
- Аварийная версия R-Studio для восстановления данных с незагружаемых компьютеров. Может быть запущена с любого из съёмных медиа-устройств (USB, DVD, CD), поддерживаемых компьютером пользователя, независимо от инсталлированной операционной системы Windows, macOS или Linux.
- Модуль интеграции с DeepSpar Disk Imager — профессиональным устройством для создания образов с неисправных жёстких дисков (только для технической лицензии).

## Версии R-Studio (кроссплатформенность)
Существуют версии под Windows, macOS и Linux. Все версии имеют одинаковую функциональность.

## Основные характеристики R-Studio
- Многоязычные интерфейс и справка, включающие русский язык.
- Поддерживаемые файловые системы:
  - Windows: FAT12, FAT16, FAT32, exFAT, NTFS, NTFS5, ReFS.
  - macOS: HFS/HFS Plus.
  - Linux: ext2, ext3, ext4.
  - Unix, BSD, Solaris: UFS и UFS2.
- Поддержка локализованных имён файлов и папок (русский, европейские и азиатские языки).
- Поддержка сжатых и зашифрованных файлов для NTFS.
- Поддержка динамических дисков, включая программные Windows RAID.
- Поддерживаемые дисковые логические менеджеры: Windows Storage Spaces (Windows 8 / Windows 8.1 и Windows 10), программные Apple RAID и Linux Logical Volume Manager (LVM/LVM2).
- Поддержка файловых сигнатур: встроенный набор для наиболее известных типов файлов и сигнатуры, задаваемые пользователем.

## Использование R-Studio в государственных органах Российской Федерации
Приказом Министерства юстиции РФ от 26 ноября 2015 г. № 269, R-Studio была включена в список требований к минимальной комплектации материально-технической базы по нескольким видам судебных экспертиз проводимых в федеральных бюджетных судебно-экспертных учреждениях Министерства юстиции Российской Федерации.